# みくま (護衛艦・初代)
みくま（ローマ字：JDS Mikuma, DE-217）は、海上自衛隊の護衛艦。ちくご型護衛艦の3番艦。艦名は三隈川に由来し、この名を受け継いだ日本の艦艇としては、旧海軍の最上型重巡洋艦「三隈」に続き2代目にあたる。艦名は海上自衛隊のもがみ型護衛艦4番艦の「みくま」に継承された。

## 艦歴
「みくま」は、第3次防衛力整備計画に基づく昭和43年度計画警備艦1217号艦として、三井造船玉野造船所で1970年3月17日に起工され、1971年2月16日に進水、1971年8月26日に就役し、同日付で佐世保地方隊隷下に新編された第34護衛隊に「ちくご」とともに編入された。
1997年3月24日、佐世保地方隊第23護衛隊に編入。
1997年7月8日、除籍。就役期間中の総航程は50万1,738.1浬に及ぶ。